# Ceph

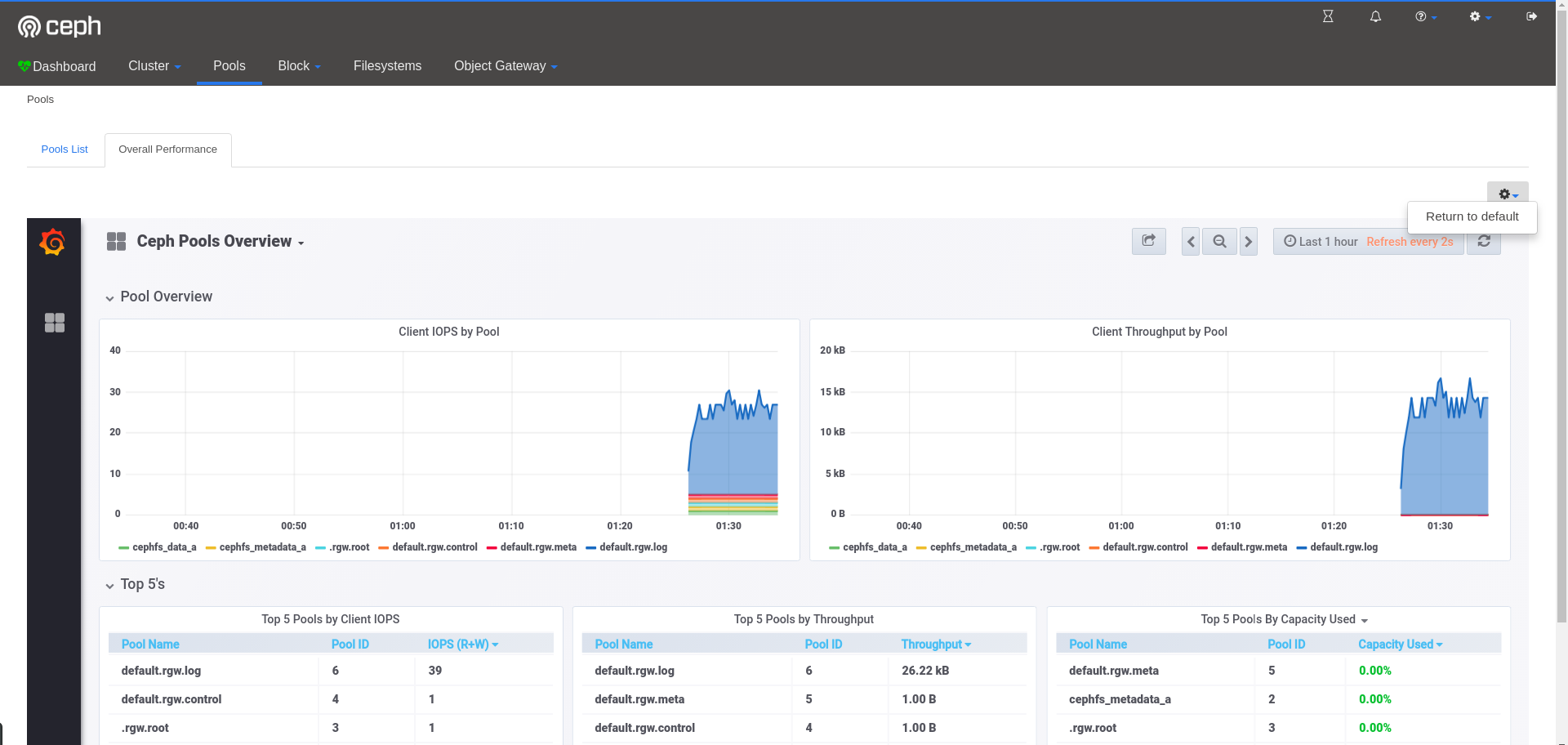
Ceph manager dashboard UI

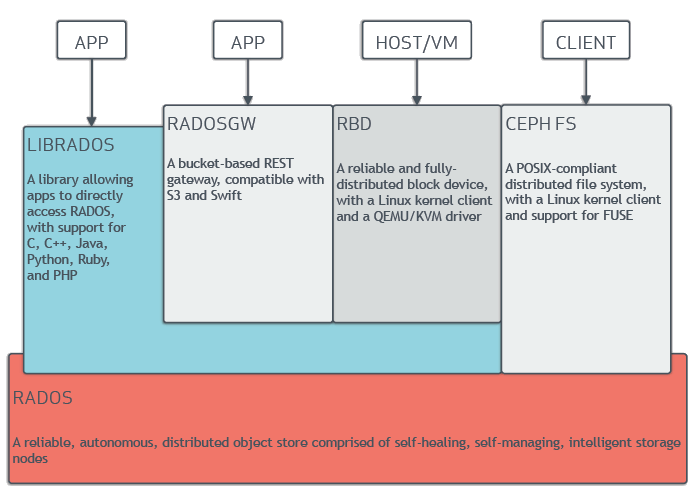
Konzept

Ceph (Aussprache /⁠ˈsɛf⁠/) ist eine quelloffene verteilte Speicherlösung (Storage-Lösung) in der Informationstechnik. Kernkomponente ist mit RADOS (englisch reliable autonomic distributed object store) ein über beliebig viele Server redundant verteilbarer Objektspeicher (englisch object store). Ceph bietet dem Nutzer drei Arten von Storage an: Einen mit der Swift- und S3-API kompatiblen Objektspeicher (RADOS Gateway), virtuelle Blockgeräte (RADOS Block Devices) und CephFS, ein verteiltes Dateisystem.
Ceph kann als RADOS Block Device (RBD) über das Ceph iSCSI Gateway auch als hochverfügbares iSCSI-Target bereitgestellt werden. Dadurch kann es auf Client-Seite durch viele Betriebssysteme (auch Windows) genutzt werden.

## Weitere Einzelheiten
Wie üblich bei verteilten Dateisystemen werden die Objekte repliziert (oder auch redundant) gespeichert. Ceph kann so den Ausfall von jeder Komponente auffangen und sich selbst heilen, das heißt, zerstörte Daten aus Replikaten auf anderen Speichermedien wiederherstellen.
Mit Veröffentlichung der Version 10.2 im April 2016 wurde CephFS für stabil erklärt.

## Versionsgeschichte
| Version                                                                                        | Codename    | Veröffentlichung | Letzte Version | „End of life“ (voraussichtlich) |
| ---------------------------------------------------------------------------------------------- | ----------- | ---------------- | -------------- | ------------------------------- |
| 0.48                                                                                           | Argonaut    | Juli 2012        | 0.48.3         |                                 |
| 0.56                                                                                           | Bobtail     | Januar 2013      | 0.56.7         |                                 |
| 0.61                                                                                           | Cuttleflish | Mai 2013         | 0.61.9         |                                 |
| 0.67                                                                                           | Dumpling    | August 2013      | 0.67.11        | Mai 2015                        |
| 0.72                                                                                           | Emperor     | November 2013    | 0.72.2         | Mai 2014                        |
| 0.80                                                                                           | Firefly     | Mai 2014         | 0.80.11        | April 2016                      |
| 0.87                                                                                           | Giant       | Oktober 2014     | 0.87.2         | April 2015                      |
| 0.94                                                                                           | Hammer      | April 2015       | 0.94.10        | August 2017                     |
| 9                                                                                              | Infernalis  | November 2015    | 9.2.1          | April 2016                      |
| 10                                                                                             | Jewel       | April 2016       | 10.2.11        | Juni 2018                       |
| 11                                                                                             | Kraken      | Januar 2017      | 11.2.1         | August 2017                     |
| 12                                                                                             | Luminous    | August 2017      | 12.2.13        | 1. Juni 2019                    |
| 13                                                                                             | Mimic       | Juni 2018        | 13.2.10        | 1. Juni 2020                    |
| 14                                                                                             | Nautilus    | März 2019        | 14.2.22        | 1. Juni 2021                    |
| 15                                                                                             | Octopus     | März 2020        | 15.2.17        | 9. Aug. 2022                    |
| 16                                                                                             | Pacific     | März 2021        | 16.2.15        | 4. März 2024                    |
| 17                                                                                             | Quincy      | April 2022       | 17.2.8         | 13. Jan. 2025                   |
| 18                                                                                             | Reef        | August 2023      | 18.2.7         | 1. Aug. 2025                    |
| 19                                                                                             | Squid       | September 2024   | 19.2.2         | 19. Sep. 2026                   |
| Legende:Ältere Version; nicht mehr unterstütztÄltere Version; noch unterstütztAktuelle Version |             |                  |                |                                 |

Quelle: Ceph Documentation